# 藤原興範
藤原 興範（ふじわら の おきのり）は、平安時代前期の公卿。中納言・藤原縄主の曾孫。因幡介・藤原正世の九男。官位は正四位下・参議。

## 経歴
清和朝の貞観15年（873年）文章生に補され、大宰少監・大舎人大允・式部丞・民部丞を経て、陽成朝末の仁和3年（883年）従五位下・掃部頭に叙任される。同年筑前守に転じると、宇多朝では豊前守・筑前守・大宰少弐と長く九州の地方官を務めた。
醍醐朝に入り、昌泰3年（900年）右中弁に遷り、翌昌泰4年（901年）正五位下に叙せられるが、延喜2年（902年）従四位下・大宰大弐に叙任され、再び大宰府へ赴任する。延喜7年（907年）右京大夫として京官に復すと、式部大輔を経て、延喜10年（910年）従四位上に昇叙された。またこの間、延喜7年（907年）完成の延喜格の編集に参加した。延喜11年（911年）正四位下・参議に叙任され公卿に列すが、再び大宰大弐を兼帯してまたもや大宰府へ赴任する。
延喜16年（916年）大宰大弐から弾正大弼に転じて帰京し、翌延喜17年（917年）近江守も兼帯するが、同年11月1日卒去。享年74。最終官位は参議正四位下行弾正大弼兼近江守。

## 官歴
注記のないものは『公卿補任』による。
- 貞観15年（873年） 春：文章生（字常生）
- 貞観19年（877年） 正月15日：大宰少監。2月29日：大舎人大允
- 元慶2年（878年） 2月15日：治部少丞
- 元慶5年（881年） 3月8日：民部少丞
- 元慶7年（883年） 正月11日：式部少丞
- 元慶9年（885年） 正月16日：式部大丞
- 仁和3年（883年） 正月7日：従五位下。2月2日：掃部頭[1]。8月22日：筑前守[1]
- 寛平5年（893年） 正月11日：豊前守。4月20日：筑前守。8月9日：兼大宰権少弐
- 寛平7年（895年） 正月11日：大宰少弐
- 昌泰3年（900年） 2月20日：右中弁
- 昌泰4年（901年） 正月7日：正五位下
- 延喜2年（902年） 正月26日：従四位下、大宰大弐
- 延喜7年（907年） 2月29日：右京大夫
- 延喜9年（909年） 正月11日：式部大輔
- 延喜10年（910年） 正月7日：従四位上
- 延喜11年（911年） 2月15日：参議、式部大輔如元。4月28日：兼大宰大弐、去大輔か。9月24日：正四位下
- 延喜16年（916年） 正月25日：兼弾正大弼
- 延喜17年（917年） 正月29日：兼近江守。11月1日：卒去（参議正四位下行弾正大弼兼近江守）

## 系譜
- 父：藤原正世
- 母：山背氏
- 妻：藤原有恒の娘
  - 男子：藤原公葛